# Bulbophyllum anakbaruppui
Bulbophyllum anakbaruppui là một loài phong lan thuộc chi Bulbophyllum.